# 田人町貝泊
田人町貝泊（たびとまち かいどまり）は福島県いわき市（田人地区）の大字である。郵便番号は979-0242。本項では同地域にかつて存在した菊多郡・石城郡貝泊村（かいどまりむら）についても記す。

## 地理
いわき市南西部の田人地区に属し、地区内西部に位置する。東で田人町黒田、北で田人町石住、南で田人町荷路夫、西で東白川郡鮫川村大字青生野・赤坂東野および石川郡古殿町大字松川と接する。概ね町村合併以前の菊多郡貝泊村の流れを汲む地域である。二級水系鮫川右岸、支流の戸草川流域、大松川右岸、小松川上流域を主な範囲とする。域内のほとんどを山林が占め、川沿いの谷間のわずかな平地に水田が広がり、街道沿いなどに集落が点在する。北東側から南西側にかけて戸草川に沿い福島県道390号才鉢前山線が、南東から北西にかけて福島県道71号勿来浅川線が域内を貫き、また北端の境界である鮫川の対岸（田人町石住）に沿って福島県道14号いわき石川線（御斉所街道）が通っている。植田町内に所在するいわき南警察署及び田人町旅人に所在する勿来消防署田人分遣所がそれぞれ管轄にあたる。

### 河川
二級水系鮫川水系
- 鮫川
  - 戸草川
    - 中ノ沢川
    - 砂子川
    - 樅山川
    - 中沢
    - 耕土川
    - 桐ノ木沢
    - 大柴沢

  - 大松川
  - 小松川

## 世帯数と人口
2017年（平成29年）4月1日現在の世帯数と人口は以下の通りである。
| 大字                                 | 世帯数 | 人口  |
| ------------------------------------ | ------ | ----- |
| 田人町貝泊字井出                     | 14世帯 | 26人  |
| 田人町貝泊字大柴                     | 5世帯  | 10人  |
| 田人町貝泊字唐梅                     | 3世帯  | 6人   |
| 田人町貝泊字久子ノ内・字耕土         | 8世帯  | 19人  |
| 田人町貝泊字桐木・字コブキ・字梅木平 | 6世帯  | 15人  |
| 田人町貝泊字戸草・字堂ノ前・字入ノ丁 | 6世帯  | 10人  |
| 田人町貝泊字下戸草                   | 6世帯  | 10人  |
| 田人町貝泊字中沢・字ニママ           | 3世帯  | 5人   |
| 田人町貝泊字蕨平                     | 4世帯  | 10人  |
| 計                                   | 55世帯 | 111人 |

## 歴史

### 沿革
- 幕末時点では菊多郡に所属。棚倉藩領。
- 1868年（慶応4年）2月1日 - 棚倉藩が白河藩に転封（実行されず）。
- 1868年（明治元年）12月24日 - 白河藩が棚倉藩に転封のうえ減封（現状に即した形となる）。
- 1871年（明治4年）
  - 7月14日 - 廃藩置県により棚倉県の管轄となる。
  - 11月2日 - 第1次府県統合により平県の管轄となる。
  - 11月29日 - 平県が磐前県に改称。
- 1876年（明治9年）8月21日 - 第2次府県統合により福島県の管轄となる。
- 1889年（明治22年）4月1日 - 町村制の施行により貝泊村が単独で自治体を形成。田人村・石住村・荷路夫村と4村で町村組合を結成。
- 1896年（明治29年）4月1日 - 所属郡が石城郡に変更。
- 1941年（昭和16年）4月1日 - 田人村に編入。同日貝泊村廃止。田人村の大字となる。
- 1966年（昭和41年）10月1日 - 田人村が平市・常磐市・磐城市・内郷市・勿来市、石城郡小川町・遠野町・四倉町・川前村・好間村・三和村、双葉郡久之浜町・大久村と合併していわき市が発足。田人町貝泊となる。

## 小・中学校の学区
市立小・中学校に通う場合、学区は以下の通りとなる。
| 番地 | 小学校               | 中学校               |
| ---- | -------------------- | -------------------- |
| 全域 | いわき市立田人小学校 | いわき市立田人中学校 |

## 交通

### 道路
- 福島県道71号勿来浅川線
- 福島県道390号才鉢前山線

## 施設
- 貝泊公民館
- 戸草集会所
- 旧いわき市立貝泊中学校・いわき市立貝泊小学校 - 学校統合に伴い2014年3月31日に廃校になった。
- 熊野神社
- 日吉神社